# Mistrovství světa juniorů v ledním hokeji 1984
Mistrovství světa juniorů v ledním hokeji 1984 se konalo 25. prosince 1983 až 3. ledna 1984 ve švédských městech Norrköping a Nyköping.

## Pořadí
| pozice | Tým       | Z | GS | GI | B  |
| ------ | --------- | - | -- | -- | -- |
| 1.     | SSSR      | 7 | 50 | 17 | 13 |
| 2.     | Finsko    | 7 | 44 | 21 | 12 |
| 3.     | ČSSR      | 7 | 51 | 24 | 10 |
| 4.     | Kanada    | 7 | 39 | 17 | 9  |
| 5.     | Švédsko   | 7 | 27 | 28 | 6  |
| 6.     | USA       | 7 | 32 | 38 | 4  |
| 7.     | SRN       | 7 | 12 | 54 | 2  |
| 8.     | Švýcarsko | 7 | 16 | 72 | 0  |

## Výsledky
25.12.1983

Finsko - Kanada 4:2 (3:1, 1:0, 0:1)

SSSR - Švýcarsko 14:2 (7:1, 6:0, 1:1)

ČSSR - SRN 6:1 (1:1, 2:0, 3:0)

Švédsko - USA 4:1 (0:0, 3:0, 1:1)

26.12.1983

Kanada - USA 5:2 (3:0, 2:2, 0:0)

Švédsko - Švýcarsko 5:2 (3:2, 0:0, 2:0)

SSSR - SRN 9:1 (3:0, 3:0, 3:1)

Finsko - ČSSR 8:7 (3:3, 4:2, 1:2)

28.12.1983

Kanada - Švýcarsko 12:0 (1:0, 7:0, 4:0)

SSSR - Finsko 3:1 (2:0, 0:0, 1:1)

Švédsko - SRN 11:2 (7:1, 3:1, 1:0)

ČSSR - USA 10:1 (4:0, 3:1, 3:0)

29.12.1983

Kanada - SRN 7:0 (1:0, 5:0, 1:0)

ČSSR - Švýcarsko 13:2 (3:0, 2:1, 8:1)

Finsko - Švédsko 4:1 (0:0, 1:1, 3:0)

SSSR - USA 7:4 (3:3, 1:1, 3:0)

31.12.1983

Kanada - Švédsko 6:2 (0:1, 3:1, 3:0)

SSSR - ČSSR 6:4 (5:0, 0:1, 1:3)

SRN - Švýcarsko 4:3 (1:1, 1:1, 2:1)

Finsko - USA 7:2 (0:0, 3:2, 4:0)

2.1.1984

Kanada - SSSR 3:3 (0:2, 3:1, 0:0)

Finsko - Švýcarsko 12:4 (4:3, 4:1, 4:0)

ČSSR - Švédsko 5:2 (2:1, 0:0, 3:1)

USA - SRN 10:2 (5:0, 5:2, 0:0)

3.1.1984

ČSSR - Kanada 6:4 (1:2, 1:1, 4:1)

Finsko - SRN 8:2 (1:0, 5:0, 2:2)

SSSR - Švédsko 8:2 (1:1, 4:0, 3:1)

USA - Švýcarsko 12:3 (2:1, 5:0, 5:2)

## Soupisky
SSSR
Brankáři: Jevgenij Bělošejkin, Alexej Červjakov

Obránci: Alexej Gusarov, Michail Tatarinov, Alexandr Smirnov, Aleh Mikulčik, Sergej Šendelev, Igor Martynov, Alexandr Lysenko

Útočníci: Nikolaj Borščevskij, Alexandr Černych, Igor Vjazmikin, Sergej Němčinov, Andrej Lomakin, Jurij Chmyljov, Igor Boldin, Alexandr Semak, Sergej Vostrikov, Jevgenij Čišmin, Vasilij Kameněv.
  Finsko
Brankáři: Jarmo Myllys, Jarmo Uronen

Obránci: Erik Hämäläinen, Janne Karelius, Pekka Laksola, Harri Laurila, Vesa Salo, Ville Sirén, Ari Suutari

Útočníci: Ari Haanpää, Raimo Helminen, Iiro Järvi, Esa Keskinen, Reijo Mikkolainen, Mikko Mäkelä, Joel Paunio, Tommi Pohja, Christian Ruuttu, Esa Tikkanen, Jari Torkki.
  ČSSR
Brankáři: Petr Bříza, Ivo Pešat

Obránci: Stanislav Pavelec, Petr Svoboda, Miloš Hrubeš, Jiří Paška, František Musil, Martin Střída

Útočníci: Petr Rosol, Vladimír Kameš, Libor Dolana, Petr Klíma, Jiří Jiroutek, Lumír Kotala, Igor Talpaš, Ernest Hornák, Jozef Pethö, Kamil Kašťák, Michal Pivoňka, Petr Holubář.
 Kanada
Brankáři: Allan Bester, Ken Wregget

Obránci: Bruce Cassidy, Sylvain Côté, J.J. Daigneault, Gerald Diduck, John Miner, Mark Paterson, Brad Shaw

Útočníci: Lyndon Byers, Russ Courtnall, Yves Courteau, Dale Derkatch, Dean Evason, Dave Gagner, Randy Heath, Dan Hodgson, Garry Lacey, Gary Leeman, John MacLean, Kirk Muller.
 Švédsko
Brankáři: Ulf Nilsson, Jacob Gustavsson

Obránci: Peter Andersson, Tommy Albelin, Per Forsberg, Jens Johansson, Jan Karlsson, Mats Kihlström, Ulf Samuelsson

Útočníci: Mikael Andersson, Lars Byström, Henrik Cedergren, Anders Huss, Tommy Lehman, Thomas Ljungbergh, Jon Lundström, Niklas Mannberg, Jörgen Marklund, Tomas Sandström, Roland Westin, Michael Wikström.
 USA 
Brankáři: Brian Jopling, Alan Perry

Obránci: Paul Ames, Kevin Hatcher, Brian Johnson, Graig Mack, Scott Sandelin, Gary Suter

Útočníci: Allen Bourbeau, Wally Chapman, Bob Curtis, Clark Donatelli, Mike Golden, Tony Granato, Jim Johannson, Mark LaVarre, Steve Leach, Todd Okerlung, Alfie Turcotte, Marty Wiitala.
 SRN
Brankáři: Thomas Frölich, Rupert Meister

Obránci: Sven Erhart, Frank Gentges, Jörg Hanft, Christian Reuter, Robert Sterflinger, Bernd Wagner

Útočníci: Fritz Brunner, Peter Draisaitl, Franz-Xaver Iberlherr, Axel Kammerer, Michael Komma, Gunther Preus, Klaus Pillmeier, Michael Rumrich, Udo Schmid, Bernd Truntschka, Alfred Weiss, Tauno Zobel.
 Švýcarsko
Brankáři: Andreas Jurt, Dino Stecher

Obránci: Andrea Caduff, Daniel Dubois, Marc Heitzmann, Markus Morf, Guido Pfosi, Martin Rauch

Útočníci: Markus Bleuer, Andrea Cahenzli, Rene Gehri, Felix Hollenstein, Bernhard Lauber, Patrick Müller, Thomas Müller, Philipp Neuenschwander, Patrice Niederhäuser, Jean-Luc Rod, Christof Rüfenacht, Pascal Speck.

## Turnajová ocenění
|                            | Brankář             | Obránce         | Obránce        | Útočníci       | Útočníci       | Útočníci            |
| -------------------------- | ------------------- | --------------- | -------------- | -------------- | -------------- | ------------------- |
| Ceny direktoriátu IIHF     | Alan Perry          | Alexej Gusarov  | Alexej Gusarov | Raimo Helminen | Raimo Helminen | Raimo Helminen      |
| All-Star Tým (podle médií) | Jevgenij Bělošejkin | František Musil | Alexej Gusarov | Raimo Helminen | Petr Rosol     | Nikolaj Borščevskij |

### Produktivita
| Hráč                | G  | A  | Body |
| ------------------- | -- | -- | ---- |
| Raimo Helminen      | 11 | 13 | 24   |
| Petr Rosol          | 10 | 5  | 15   |
| Alexandr Černych    | 7  | 7  | 14   |
| Russ Courtnall      | 7  | 6  | 13   |
| Nikolaj Borščevskij | 6  | 7  | 13   |

## Skupina B
Šampionát B skupiny se odehrál ve Francii, postup na MSJ 1985 si vybojovali Poláci, naopak sestoupili Dánové.

### Skupina A
|    |          | AUT | NOR  | FRA  | ROM  | V | R | P | Skóre | B |
| 1. | Rakousko | *** | 6:4  | 5:4  | 4:2  | 3 | 0 | 0 | 15:10 | 6 |
| 2. | Norsko   | 4:6 | ***  | 7:3  | 11:2 | 2 | 0 | 1 | 22:11 | 4 |
| 3. | Francie  | 4:5 | 3:7  | ***  | 12:5 | 1 | 0 | 2 | 19:17 | 2 |
| 4. | Rumunsko | 2:4 | 2:11 | 5:12 | ***  | 0 | 0 | 3 | 9:27  | 0 |

### Skupina B
|    |            | POL | JPN  | NED | DEN  | V | R | P | Skóre | B |
| 1. | Polsko     | *** | 6:6  | 8:4 | 6:2  | 2 | 1 | 0 | 22:12 | 5 |
| 2. | Japonsko   | 6:6 | ***  | 6:6 | 10:1 | 1 | 2 | 0 | 22:13 | 4 |
| 3. | Nizozemsko | 4:8 | 6:6  | *** | 3:1  | 1 | 1 | 1 | 13:15 | 3 |
| 4. | Dánsko     | 2:6 | 1:10 | 1:3 | ***  | 0 | 0 | 3 | 4:19  | 0 |

### Finále
|    |          | POL  | JPN  | AUT  | NOR  | V | R | P | Skóre | B |
| 1. | Polsko   | ***  | 4:2  | 6:6* | 5:4  | 2 | 1 | 0 | 15:12 | 5 |
| 2. | Japonsko | 2:4  | ***  | 5:3  | 6:4* | 2 | 0 | 1 | 13:11 | 4 |
| 3. | Rakousko | 6:6* | 3:5  | ***  | 5:3  | 1 | 1 | 1 | 14:14 | 3 |
| 4. | Norsko   | 4:5  | 4:6* | 3:5  | ***  | 0 | 0 | 3 | 11:16 | 0 |

- s hvězdičkou = zápasy ze základní skupiny.

### O 5. – 8. místo
|    |            | NED  | FRA   | ROM   | DEN  | V | R | P | Skóre | B |
| 5. | Nizozemsko | ***  | 7:4   | 3:1   | 3:1* | 3 | 0 | 0 | 13:6  | 6 |
| 6. | Francie    | 4:7  | ***   | 12:5* | 5:2  | 2 | 0 | 1 | 12:14 | 4 |
| 7. | Rumunsko   | 1:3  | 5:12* | ***   | 5:3  | 1 | 0 | 2 | 11:18 | 2 |
| 8. | Dánsko     | 1:3* | 2:5   | 3:5   | ***  | 0 | 0 | 3 | 6:13  | 0 |

- s hvězdičkou = zápasy ze základní skupiny.

## Skupina C
Šampionát C skupiny se odehrál v Itálii, postup do B skupiny MSJ 1985 si vybojovali domácí.

### Skupina A
|    |           | HUN  | BUL | BEL | ITA B | V | R | P | Skóre | B |
| 1. | Maďarsko  | ***  | 3:3 | 6:2 | 10:1  | 2 | 1 | 0 | 19:6  | 5 |
| 2. | Bulharsko | 3:3  | *** | 5:3 | 5:0   | 2 | 1 | 0 | 13:6  | 5 |
| 3. | Belgie    | 2:6  | 3:5 | *** | 4:2   | 1 | 0 | 2 | 9:13  | 2 |
| 4. | Itálie B  | 1:10 | 0:5 | 2:4 | ***   | 0 | 0 | 3 | 3:19  | 0 |

- Itálie B hrála mimo soutěž.

### Skupina B
|    |                | ITA  | ESP | GBR  | AUS  | V | R | P | Skóre | B |
| 1. | Itálie         | ***  | 2:2 | 12:4 | 16:2 | 2 | 1 | 0 | 30:8  | 5 |
| 2. | Španělsko      | 2:2  | *** | 7:3  | 5:4  | 2 | 1 | 0 | 14:9  | 5 |
| 3. | Velká Británie | 4:12 | 3:7 | ***  | 7:5  | 1 | 0 | 2 | 14:24 | 2 |
| 4. | Austrálie      | 2:16 | 4:5 | 5:7  | ***  | 0 | 0 | 3 | 11:28 | 0 |

### Semifinále
Itálie –  Bulharsko 3:1

 Maďarsko –  Španělsko 10:4

### Finále
Itálie –  Maďarsko 8:5

### O 3. místo
Bulharsko –  Španělsko 10:3

### O 5. – 8. místo
Belgie –  Austrálie 8:3

 Velká Británie –  Itálie B 6:3

### O 5. místo
Belgie –  Velká Británie 9:2

### O 7. místo
Austrálie –  Itálie B 5:1

### Konečné pořadí
1.  Itálie

2.  Bulharsko

3.  Maďarsko

4.  Španělsko

5.  Belgie

6.  Velká Británie

7.  Austrálie

8.  Itálie B